# Кальцона, Франческо
Франческо Кальцона (итал. Francesco Calzona; род. 24 октября 1968, Вибо-Валентия, Калабрия) — итальянский футболист и тренер. Главный тренер сборной Словакии.

## Карьера
В качестве футболиста Кальцона выступал на позиции полузащитника. Он провёл три матча в Серии B за «Ареццо».
После завершения карьеры работал продавцом кофе и параллельно трудился с любительскими командами. В 1999 году уйдя с поста наставника «Теголетто», Кальцона посоветовал на своё место другого тренера-любителя Маурицио Сарри. С тех пор началась дружба между специалистами. Кальцона ассистировал Сарри во многих командах, включая «Наполи». Позднее Франческо входил в тренерский штаб Эусебио Ди Франческо в «Кальяри», после чего вернулся в «Наполи», которым руководил Лучано Спаллетти.
30 августа 2022 года Кальцона начал самостоятельную тренерскую карьеру, возглавив сборную Словакии. Должность наставника он получил благодаря положительной рекомендации от капитана Марека Гамшика, с которым итальянец работал вместе в «Наполи». Под руководством итальянского специалиста словаки сумели квалифицироваться в финальную часть Евро 2024.
20 февраля 2024 года Кальцона возглавил «Наполи», подписав краткосрочный контракт до конца сезона. Словацкий футбольный союз разрешил тренеру совмещать посты главного тренера в клубе и сборной при условии выполнения всех договорных обязательств перед организацией.

## Достижения

### Ассистента
- Вице-чемпион Италии (3): 2015/16, 2017/18, 2021/22
- Бронзовый призёр чемпионата Италии: 2016/17